# Bernhard Albinus
Bernhard Friedrich Albinus (ur. 7 stycznia 1653 w Dessau, zm. 7 września 1721 w Lejdzie) – niemiecki lekarz i uczony; przyboczny lekarz wielkiego elektora Fryderyka Wilhelma I, profesor na Uniwersytecie w Lejdzie oraz na Uniwersytecie Viadrina we Frankfurcie nad Odrą.

## Rodzina
Bernhard Albinus był synem burmistrza Dessau Christopha Albinusa. W 1687 powołany na rektora Uniwersytetu Viadrina. W 1696 jego żoną została Susanna Catharina Rings, najstarsza córka profesora prawa na Uniwersytecie Viadrina Thomasa Siegfrieda Ringsa.